# Liste der Naturdenkmale in Augustusburg
Die Liste der Naturdenkmale in Augustusburg nennt die Naturdenkmale in Augustusburg im sächsischen Landkreis Mittelsachsen.

## Definition
„Naturdenkmäler sind rechtsverbindlich festgesetzte Einzelschöpfungen der Natur oder entsprechende Flächen bis zu fünf Hektar, deren besonderer Schutz erforderlich ist
1. aus wissenschaftlichen, naturgeschichtlichen oder landeskundlichen Gründen oder
2. wegen ihrer Seltenheit, Eigenart oder Schönheit.“

„§ 18 – Naturdenkmäler – (zu § 28 BNatSchG)
(1) Die Erklärung nach § 22 Abs. 1 BNatSchG von Teilen von Natur und Landschaft als Naturdenkmal erfolgt durch Rechtsverordnung oder Einzelanordnung.
(2) Über § 28 Abs. 1 BNatSchG hinaus können Naturdenkmäler zur Sicherung von Lebensgemeinschaften oder Lebensstätten von im Bestand gefährdeten oder streng geschützten Arten festgesetzt werden.“

## Naturdenkmale
Link zu einem Kartenansichtstool, um Koordinaten zu setzen.
| Bild                          | Bezeichnung                         | Lage                                           | Beschreibung                      | Datum       | Nummer  |
| ----------------------------- | ----------------------------------- | ---------------------------------------------- | --------------------------------- | ----------- | ------- |
| mehr Fotos \| Fotos hochladen | Schloss-Linde in Augustusburg       | (50° 48′ 48,8″ N, 13° 5′ 58,6″ O)              | Linde – Tilia                     | 8. 12. 2005 | ND 002  |
| mehr Fotos \| Fotos hochladen | Lotter-Linde in Augustusburg        | (50° 48′ 54,1″ N, 13° 5′ 56,6″ O)              | Linde – Tilia ausgemauerter Stamm | 8. 12. 2005 | ND 003  |
| mehr Fotos \| Fotos hochladen | Friedhoflinde                       | Erdmannsdorf (50° 49′ 10,9″ N, 13° 4′ 30″ O)   | Linde – Tilia                     | 8. 12. 2005 | ND 004  |
| BW                            | Laubwaldaue im Flöhatal             | Grünberg (50° 49′ 51,3″ N, 13° 7′ 52,6″ O)     | FND                               | 27.05.1994  | fg: 001 |
| BW                            | Kunnersteiner Verwerfung            | Augustusburg (50° 48′ 20,9″ N, 13° 5′ 16,8″ O) | FND                               | 1.10.1981   | fg: 062 |
| BW                            | Liegende Falte im Hornblendschiefer | Augustusburg (50° 48′ 53,2″ N, 13° 5′ 0,6″ O)  | FND                               | 1.10.1981   | fg: 066 |

## Ehemalige Naturdenkmale
Link zu einem Kartenansichtstool, um Koordinaten zu setzen.
| Bild                                    | Bezeichnung                          | Lage            | Beschreibung                                                                | Datum       | Nummer |
| --------------------------------------- | ------------------------------------ | --------------- | --------------------------------------------------------------------------- | ----------- | ------ |
| Direkt Bild zu diesem Denkmal hochladen | Berg-Ulme im Lotterhof, Augustusburg | Augustusburg () | Berg-Ulme Der Baum wurde 2014 gefällt, da er durch einen Pilz befallen war. | 8. 12. 2005 | ND 001 |